# Тотонікапан (департамент)
Тотонікапа́н (ісп. Totonicapán) — департамент у західній гірській частині Гватемали. Адміністративний центр департаменту, місто Тотонікапан, розташоване на висоті 2 495 м над рівнем моря.

## Географія
Це один з найменших за площею департаментів (1061 км²) з високою щільністю населення (373 633 чоловік, 352 людини на км²). Тотонікапан межує з 4 іншими департаментами: на півночі Уеуетенанго, на сході Кіче, на півдні Солола, на заході Кесальтенанго.
Клімат у більшій частині департаменту холодний, але приємний. Найм'якіший клімат у муніципалітетах Санта-Марія-Чикімула та Момостенанго. Особливості клімату Тотонікапан — вітри та тумани, що формують в певні дні особливу мряка, звану місцевими жителями «Salud del Pueblo».

## Історія
Поселення Тотонікапан були описані ще в 1689 році в книзі Франсиско де Фуентес-і-Гусмана «Флорида, або Вибране нагадування».
У липні 1820 тубільці кіче Тотонікапан повстали проти уряду у відповідь на надмірну данину, накладену іспанським королем Фердинандом VII. Повстання очолили Атанасіо Тзул (ісп. Atanasio Tzul) і Лукас Агілар (ісп. Lucas Aguilar). Після повалення влади Тзул оголосив себе королем незалежної провінції, а Агілар президентом. Їхнє правління тривало близько 20 днів, після чого воно було придушене силами сусіднього департаменту Кетсальтенанго під керівництвом дона Пруденсио Косара (ісп. Prudencio Cózar). Бунтівники були захоплені, висічені і ув'язнені.
У 1838—1840 роках Тотонікапан входив у республіку Лос-Альтос.

## Населення
На території департаменту проживають представники корінної народності кіче, які говорять однойменною мовою. Багато хто, особливо чоловіки, також говорять іспанською.

## Адміністративний поділ

Адміністративна карта провінцій Тотонікапан

Департамент ділиться на 8 муніципалітетів:
1. Сан-Бартоло
2. Момостенанго
3. Санта-Люсия-ла-Реформа
4. Сан-Франсиско-Ель-Альто
5. Санта-Марія-Чикімула
6. Сан-Андрес-Шекул
7. Сан-Крістобаль-Тотоникапан
8. Тотонікапан

## Економіка

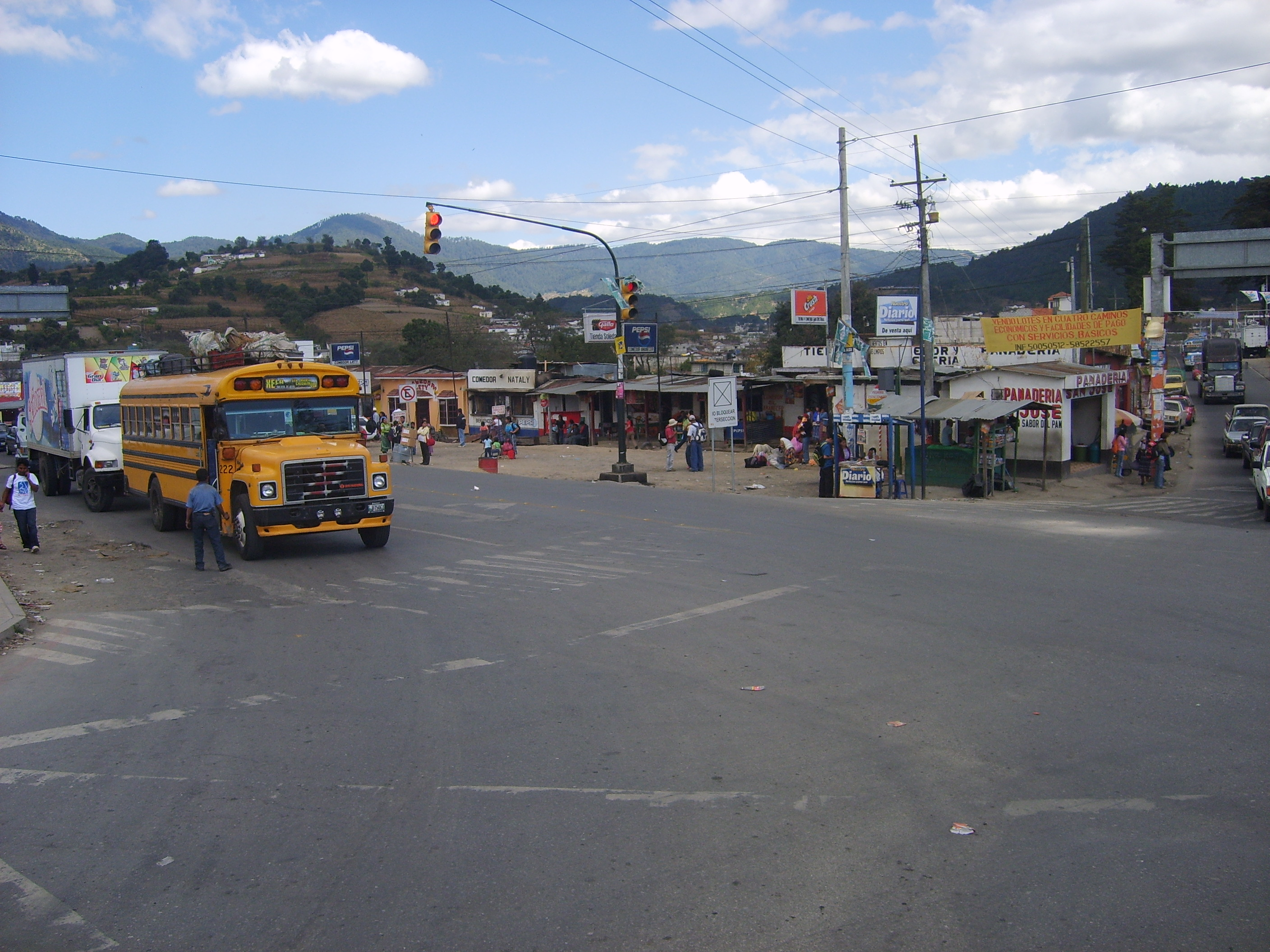
Чотирт дороги (Cuatro Caminos)

Основні галузі економіки — сільське господарство, легка промисловість. Вирощуються пшениця, кукурудза, квасоля, картопля, овес, ячмінь та інші культури. Розвинене вівчарство, виробництво вовняних виробів. Також виробляються меблі та керамічні вироби.
Важливим транспортним вузлом є Cuatro Caminos (букв. Чотири дороги) — перехрестя автодоріг, провідних у Кесальтенанго, Гватемалу, Гуегуетенанго, Тотонікапан.

## Пам'ятки

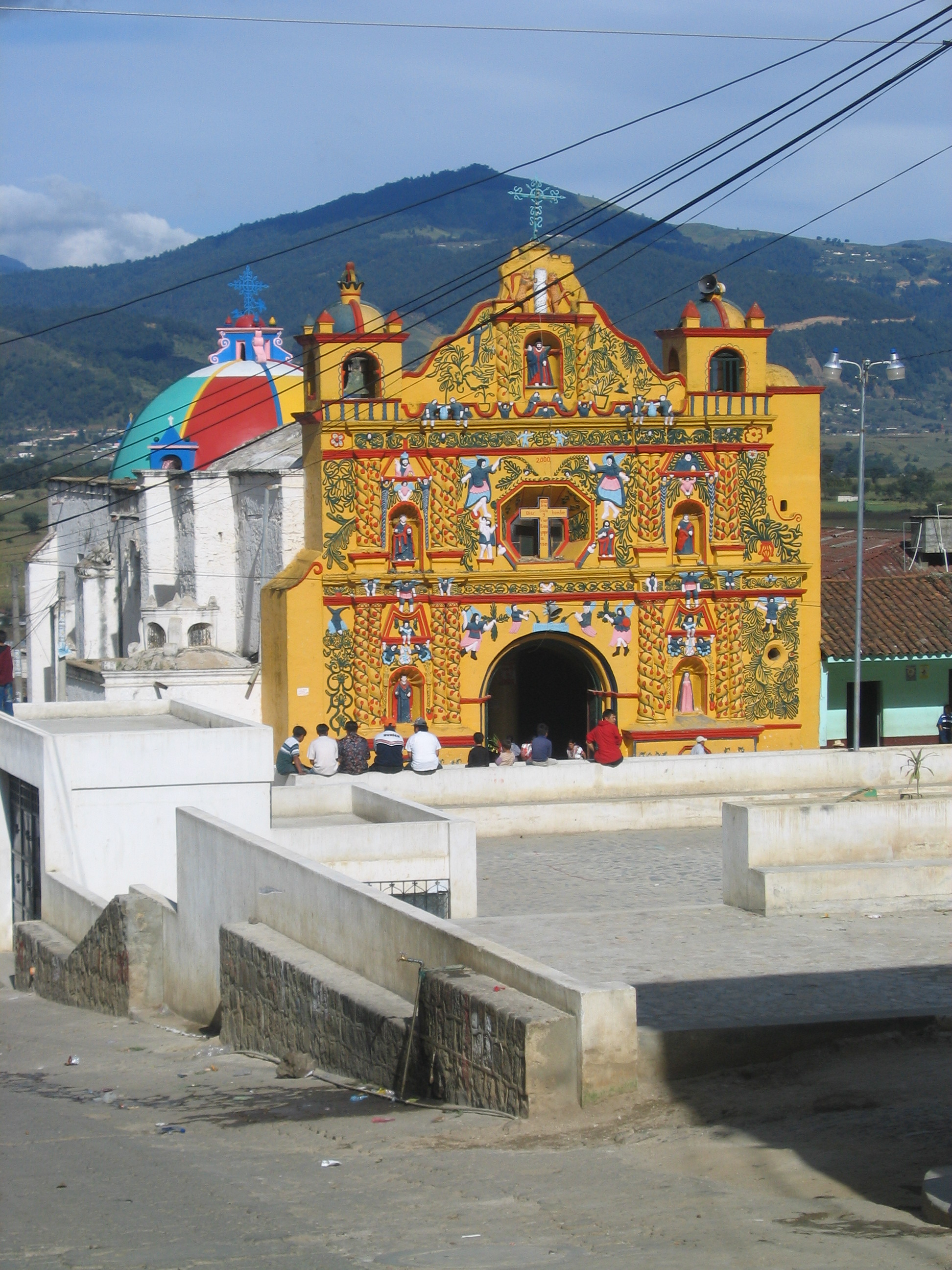
Церква в Сан-Андрес-Шекул

Серед природних визначних пам'яток Тотонікапан — джерела термальних вод та національний парк у горах Момостенанго.
У Сан-Андрес-Шекул привертає увагу церква, побудована в першій половині XVII століття. У ній змішані стиль бароко і місцеві тубільні та креольські мотиви. Особливо цікавий фасад, на якому зображені більше 250 фігур.